# Hipparchia astriata
Hipparchia astriata är en fjärilsart som beskrevs av Ruggero Verity 1916. Hipparchia astriata ingår i släktet Hipparchia och familjen praktfjärilar. Inga underarter finns listade i Catalogue of Life.